# Prowincja Kompienga
Prowincja Kompienga – jedna z 45 prowincji w Burkina Faso.
Ma powierzchnię ponad 7 tysięcy km². W 2006 roku mieszkało w niej ponad 75,5 tysiąca ludzi, była wtedy drugą najsłabiej zamieszkaną prowincją w kraju. W 1996 roku na jej terenach zamieszkiwało niespełna 41 tysięcy osób.